# Oenas rubriceps
Oenas rubriceps là một loài bọ cánh cứng trong họ Meloidae. Loài này được Dvorák miêu tả khoa học năm 2004.